# Sønderborgkredsen
Sønderborgkredsen er fra 2007 en opstillingskreds i Sydjyllands Storkreds. I 1971-2006 var kredsen en opstillingskreds i Sønderjyllands Amtskreds. I 1920-1970 var kredsen en opstillingskreds i den sønderjyske storkreds, der officielt hed Haderslev med flere amters amtskreds.
Med strukturreformens ikrafttræden i 2007, dannedes den nye Sønderborgkreds ved en sammenlægning af den gamle Sønderborgkreds og Augustenborgkredsen. Den gamle Sønderborgkreds dækkede den gamle Sønderborg Kommune og de to nedlagte kommuner: Broager og Gråsten. Augustenborgkredsen dækkede de nedlagte kommuner: Sundeved, Nordborg, Augustenborg og Sydals.

## Folketingskandidater pr. 25/11-2018

### Valgkredsens kandidater for de pr. november 2018 opstillingsberettigede partier
| Liste | Parti                       | Kandidat | Bemærk                                                            |
| ----- | --------------------------- | --- | ----------------------------------------------------------------- |
| A     | Socialdemokratiet           | Benny Engelbrecht |                                                                   |
| B     | Radikale Venstre            | |                                                                   |
| C     | Det Konservative Folkeparti | |                                                                   |
| D     | Nye Borgerlige              | |                                                                   |
| F     | Socialistisk Folkeparti     | |                                                                   |
| I     | Liberal Alliance            | |                                                                   |
| O     | Dansk Folkeparti            | Jan Rytkjær Callesen |                                                                   |
| V     | Venstre                     | Ellen Trane Nørby |                                                                   |
| Ø     | Enhedslisten                | Martin Schmidt Konradsen |                                                                   |
| Å     | Alternativet                | Karin Rohr Genz, Søren Haastrup, Rune Ranaivo Bjerremand, Edvard Korsbæk, Tina Brixen, Ditte Madvig Evald, Jens-Peter Mantorp Broberg, Bjarne Aasø, Stefan Struck Kronborg, Mette Bram | Er opstillet i samtlige opstillingskredse i Sydjyllands Storkreds |

## Folketingsvalget 2011
Den 30. august 2011 var der 55.427 stemmeberettigede vælgere i kredsen.
Ved Folketingsvalget 2011 var der følgende valgsteder:
| Valgsted                   | By             | Stemme- berettigede | Stemme- procent |
| -------------------------- | -------------- | ------------------- | --------------- |
| Nordborghallen             | Nordborg       | 4.802               | 84,38           |
| Havnbjerg Skole            | Havnbjerg      | 2.239               | 86,28           |
| Egen forsamlingshus        | Guderup        | 2.830               | 87,72           |
| Fryndesholmhallen          | Fynshav        | 1.956               | 87,26           |
| Augustenborg Hallerne      | Augustenborg   | 2.943               | 88,99           |
| Høruphallerne              | Høruphav       | 2.474               | 89,60           |
| Sydals Hallen              | Tandslet       | 1.926               | 86,44           |
| Kegnæs Forsamlingshus      | Kegnæs         | 411                 | 88,32           |
| Humlehøjhallen             | Sønderborg     | 6.527               | 85,52           |
| Sønderskov-Skolen          | Sønderborg     | 5.669               | 83,23           |
| Sønderborg Bibliotek       | Sønderborg     | 5.403               | 83,50           |
| Dybbøl-Skolen              | Dybbøl         | 4.367               | 89,91           |
| Forsamlingsgården Sundeved | Vester Sottrup | 2.395               | 91,60           |
| Bakkensbro Skole           | Ullerup        | 1.395               | 89,03           |
| Broager Hallen             | Broager        | 3.493               | 88,77           |
| Ahlmannsparken             | Gråsten        | 5.923               | 85,55           |
| Kværshallen                | Kværs          | 674                 | 87,24           |
| Total                      | Total          | 55.427              | 86,54           |

### Folketingsmedlemmer valgt i 2011
- Jørn Dohrmann, Dansk Folkeparti
- Benny Engelbrecht, Socialdemokraterne
- Ellen Trane Nørby, Venstre
- Jesper Petersen, Socialistisk Folkeparti